# FK 카우노 잘기리스

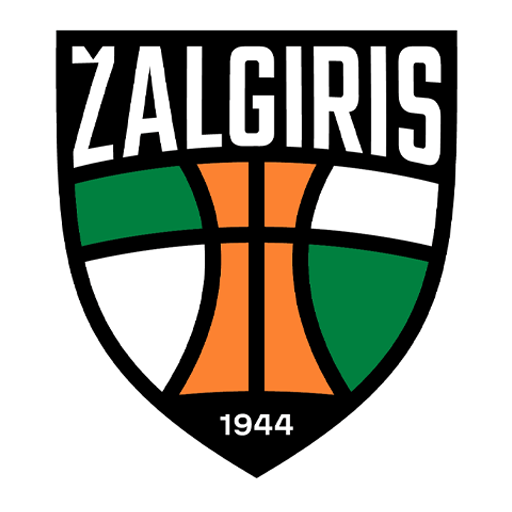
FK 카우노 잘기리스 로고

FK 카우노 잘기리스(FK Kauno Žalgiris, 정식 명칭: 푸트볼로 클럽 카우노 잘기리스, Futbolo klubas Kauno Žalgiris)는 리투아니아 카우나스를 연고로 하는 프로 축구 클럽으로, 리투아니아 최상위 리그인 A 리가에 속해 있다. 2004년 FM 스피리스 카우나스로 창단된 이 클럽은 농구 클럽 잘기리스 카우나스의 축구팀이 되었고, 2015년 현재 경기장인 다리우스 기레나스 스타디움으로 이전했다. A 리가 데뷔 시즌 이후, 2016년 FK 카우노 잘기리스로 이름을 변경했다.

## 수상
- 리투아니아 챔피언십/A 리가
  - 준우승(1): 2022
  - 3위(2): 2020, 2021
- 리투아니아 슈퍼컵
  - 준우승(1): 2023